# Сильвестровское
Сильвестровское (укр. Сільвестрівське) — село в Новоодесском районе Николаевской области Украины.
Основано в 1815 году. Население по переписи 2001 года составляло 42 человека . Почтовый индекс — 56654. Телефонный код — 5167. Занимает площадь 0,248 км².

## Местный совет
56654, Николаевская обл., Новоодесский р-н, с. Кандыбино, ул. Горького, 22